# Obiphora sungariana
Obiphora sungariana är en insektsart som beskrevs av Matsumura 1942. Obiphora sungariana ingår i släktet Obiphora och familjen spottstritar. Inga underarter finns listade i Catalogue of Life.